# Блондо, Патрик
Патрик Блондо (фр. Patrick Blondeau, родился 27 января 1968 в Марселе) — французский футболист, игравший на позиции защитника.

## Карьера

### Клубная
За свою карьеру выступал за французские клубы «Мартиг», «Монако», «Бордо», «Марсель» и «Кретей», а также за английские «Шеффилд Уэнсдей» и «Уотфорд». В составе «Монако» стал чемпионом Франции 1997 года, в составе «Бордо» стал финалистом Кубка Лиги 1998 года, в составе «Марселя» дошёл до финала Кубка УЕФА 1999 года.

### В сборной
В сборной Франции сыграл только два матча в 1997 году.

## Личная жизнь
Блондо был женат на модельере Веронике Лубри до 2016 года. У них двое детей: дочь, модель Тилейн Блондо (родилась 5 апреля 2001 года); и сын Айртон Блондо (родился 20 мая 2007 года).